# 尼古拉斯·苏亚雷斯县
尼古拉斯·苏亚雷斯县（西班牙語：Provincia Nicolás Suárez），是玻利維亞的县份，位於該國北部，屬於潘多省的一部分，县府設於科維哈，面積9,819平方公里，2001年人口29,536，人口密度每平方公里3.0人。